# 江油盘江大桥垮塌事故
江油盘江大桥垮塌事故是于2013年7月9日11时30分左右发生在四川省江油市的一起重大事故。事故中垮塌的大桥为四川省绵阳市江油市青莲镇境内绵江路途经的一座桥梁，又称老青莲大桥，事故发生时该座大桥完成加固投入使用仅五天。在事故发生时，盘江大桥由于上游50年一遇的洪峰到达而发生垮塌，桥梁结构仅剩一孔保持基本结构完整。根据江油市政府数据，事故导致6辆车辆坠河，造成5人遇难，7人失踪。事故后，江油市政府由于仅用半天就匆匆得出“天灾”的结论，且公布的坠河车辆数据和目击者描述有较大出入，遭到中央电视台等中国大陆官方媒体的批评。7月26日，负责大桥维修加固工作的绵阳市运输局公路管理处总工程师杨荣国跳楼自杀。11月26日，江油市和梓潼县人民法院对大桥垮塌事故涉事责任人员进行庭审。12月9日，江油市人民法院与梓潼县人民法院作出一审宣判，8名被告因玩忽职守罪、行贿罪、受贿罪和徇私舞弊不征或少征税款罪获刑，最高获刑14年。同时，大桥垮塌被确定为责任事故。

## 事故背景

### 盘江大桥
盘江大桥又称老青莲大桥，建成于1969年，是老绵江公路上的一座桥梁。桥梁全长160余米，宽为8米，为空腹式混凝土双曲拱桥，共有6孔，桥面为双向二车道。青莲大桥竣工后，盘江大桥随即不再用于汽车通行。2005年，盘江大桥被作为废弃桥梁移交给青莲镇政府管理养护。2011年6月，盘江大桥作为青莲镇汶川地震灾后恢复重建项目之一开始维修加固，2012年6月竣工。2013年6月19日，绵阳市交通运输局局长视察了盘江大桥。同年7月4日，盘江大桥作为青莲大桥加固工程绕行通道启用。

### 桥梁加固工程的问题
当地村民称，桥梁所在河段由于河沙大量开采导致河床被掏空，桥梁基座稳定性得不到保障，而在加固过程中并没有对基座进行任何加固。桥梁加固过程中也存在偷工减料、不按设计图纸施工和监督信息缺失等大量问题。

## 起因与经过

### 洪涝灾害
2013年7月7日起，四川省出现持续强降雨天气，导致16个市州91个县区发生洪涝灾害。至2013年7月15日，这次洪涝灾害导致了58人遇难，175人失踪，直接经济损失201.9亿元人民币，受灾近347万人。7月9日，盘江形成50年一遇的特大洪峰，最高流量达6600立方米/秒。上午10点，四川省气象台发布了第28号暴雨红色预警信号。同时，北川羌族自治县3小时最大降雨量150毫米，唐家河堰塞湖、通口河水量激增，加大了对盘江大桥的冲击。

### 大桥垮塌
11点30分左右，洪峰过境，高含沙量洪水冲击盘江大桥桥墩，导致桥墩基础脱空。事故发生时，三号桥墩因基础掏空而发生倾斜，随即桥梁第3、4跨桥孔因变形过大垮塌，引起其他桥孔连续垮塌，仅剩下靠近江油方向的一孔。当天下午，最后一孔桥梁结构也在水流冲击下垮塌。根据官方统计，有六辆车辆随着大桥垮塌而落水，其中车牌号为“川B ER683”的黄色电力抢险微型面包车因大桥第3、4孔垮塌后未及时逃离桥面而坠河，车上三人均成功逃生。然而目击者称，大桥垮塌时坠河车辆不少于十辆，其中还有公交车与客运大巴车。同日下午，鸿飞集团公交公司发布公告称江油公交车未发生坠河，同时央视也对“公交和大巴坠河”的消息予以辟谣。

## 救援与信息公布

### 救援
大桥垮塌后，有三名落水者被附近村民救起，获救人员被往送九岭镇卫生院和江油市903医院救治；当晚的报道称，已经有5人获救。在7月10日，绵阳市、江油市出动了搜救人员2756人，在龙凤电站、红岩电站和三江大坝设置了搜救点，在盘江大桥到涪江入口和涪江江油到三台遂宁河段进行24小时不间断搜救，但官员也表示“失踪人员生还机会渺茫”。在7月15日，打捞人员在涪江江油九岭段和遂宁大英县打捞起两具遇难者遗体，同时在九岭镇大宝村打捞起车牌号为“川B N3532”的长安牌面包车。同日，救援人员打捞起车牌号为“川B E1678”的失踪车辆和第三具遇难者遗体。最终江油市政府确认5人遇难，7人失踪。

### 信息发布
7月9日13:48，江油市政府公布称已有三人获救；14:05，江油市鸿飞集团公交公司辟谣称没有公交车在事故中坠河；当天傍晚，绵阳富临汽车站称没有大巴或中巴客车在事故中坠河；当晚21时，江油市政府公布初步统计结果，称共5辆车辆坠河，6人失踪；同时江油跨盘江所有桥梁进行交通管制，绵江路中断。第二天中午，江油市更新数据称6辆车辆坠河，失踪12人。

## 各界反应
中国大陆官方立场的媒体普遍对大桥加固工程是否存在偷工减料进行质疑，同时对江油市政府处理事故公布信息不力进行了猛烈批评。因失踪车辆人员数据与目击者报告存在巨大出入，民间和媒体也出现了对于江油市政府是否掩瞒事故程度的质疑。2013年7月15日和16日，中央电视台财经频道对事故展开连续跟踪报道，并且批评了江油市政府在大桥维修工程中的问题和事故处理方式。

## 责任追究
2013年7月12日，绵阳市对事故展开问责程序。7月26日，大桥维修加固工程负责人，绵阳市交通运输局公路管理处总工程师杨荣国跳楼自杀。2013年10月30日，最高检督办的大桥垮塌案中，检察机关对于包括7名官员在内的10人涉嫌滥用职权、玩忽职守、受贿行贿立案侦查。同年11月26日，江油市人民法院、梓潼县人民法院对于江油市盘江大桥垮塌事故案开庭审理。12月9日，二法院进行了一审宣判，被告人最高获刑14年，同时事故也被定性为“由调治构造物及桥墩基础防护未按设计施工图要求和国家相关规范进行施工和监理而造成的责任事故”。

## 遇难者与失踪者名单
- 雷艳，女，29岁，九岭镇中河村一组村民
- 陈枝凯，男，37岁，九岭镇中河村一组村民
- 陈雨鑫，女，1岁，九岭镇中河村一组村民
- 谢培艳，女，31岁，九岭镇藕糖村五组村民
- 李小华，女，40岁，九岭镇藕糖村六组村民
- 朱林珍，女，77岁，九岭镇大宝村二组村民
- 唐志明，男，39岁，华润啤酒员工
- 杨红武，男，41岁，华润啤酒员工
- 曾青龙，男，24岁，绵阳市三台县立新镇拦河碾子湾村人
- 陈方明，男，45岁，江油市青莲镇太华村人
- 罗诗君，男，56岁，青莲初中教师
- 左都明，男，54岁，方水乡宝塔村人[24]

## 后续影响
事故导致四川 205省道绵阳-江油段（绵江快速通道）中断，车辆需绕行 京昆高速，以及同年10月9日建成通车的盘江便桥。2014年3月16日，封闭式维修加固的青莲大桥竣工并恢复通车，用于临时通行的盘江便桥停止使用。